# Kjetil Jansrud
Kjetil Jansrud (ur. 28 sierpnia 1985 w Stavanger) – norweski narciarz alpejski, pięciokrotny medalista olimpijski, trzykrotny medalista mistrzostw świata oraz dwukrotny wicemistrz świata juniorów.

## Kariera
Specjalizuje się w slalomie specjalnym i slalomie gigancie. W 2002 roku wystartował na mistrzostwach świata juniorów w Tarvisio, gdzie jego najlepszym wynikiem było dziewiętnaste miejsce w kombinacji. W tej samej konkurencji zajął czwarte miejsce na rozgrywanych rok później mistrzostwach świata juniorów w Briançonnais, przegrywając walkę o medal z Austriakiem Christianem Flaschbergerem. Pierwszy medal przywiózł z mistrzostw świata juniorów w Mariborze w 2004 roku, gdzie zajął drugie miejsce w gigancie za Jeffreyem Harrisonem z USA. Srebrny medal zdobył również na mistrzostwach świata juniorów w Bardonecchii, przegrywając tylko Timem Jitloffem w kombinacji.
W zawodach Pucharu Świata zadebiutował 19 stycznia 2003 roku w Wengen, gdzie nie zakwalifikował się do slalomu. Pierwsze pucharowe punkty zdobył blisko rok później, 3 stycznia 2004 roku we Flachau, zajmując 29. miejsce w gigancie. Pierwszy raz na podium stanął 10 stycznia 2009 roku w Adelboden, gdzie zajął 3. miejsce w slalomie gigancie. Mistrzostwa świata w Bormio w 2005 roku były jego pierwszą seniorską imprezą. Wystąpił tam tylko w slalomie, jednak nie ukończył pierwszego przejazdu. Cztery lata później, podczas mistrzostw świata w Val d’Isère był między innymi dziewiąty w superkombinacji. Brał też udział w mistrzostwach świata w Garmisch-Partenkirchen w 2011 roku, zajmując między innymi piąte miejsce w slalomie i dziesiąte w superkombinacji. W lutym w 2013 roku wystąpił w supergigancie podczas mistrzostw świata w Schladming, jednak nie ukończył rywalizacji.
Olimpijski debiut zanotował podczas igrzysk olimpijskich w Turynie w 2006 roku. Był tam dziesiąty w kombinacji, a zawodów w slalomie gigancie nie ukończył. Cztery lata później zdobył srebrny medal w gigancie, rozdzielając na podium Szwajcara Carlo Jankę i swego rodaka, Aksela Lunda Svindala. Na tej samej imprezie był też między innymi dziewiąty w superkombinacji i dwunasty w supergigancie. Największy sukces w karierze osiągnął jednak na igrzyskach olimpijskich w Soczi w 2014 roku, gdzie okazał się najlepszy w supergigancie. Wyprzedził tam bezpośrednio Andrew Weibrechta z USA o 0,3 s i Kanadyjczyka Jana Hudeca o 0,5 s. Tydzień wcześniej zdobył brązowy medal olimpijski w zjeździe, w którym lepsi byli tylko Austriak Matthias Mayer i Włoch Christof Innerhofer. Blisko kolejnego medalu był w superkombinacji, jednak walkę o podium przegrał z Innerhoferem i ostatecznie zajął czwarte miejsce.

## Osiągnięcia

### Igrzyska olimpijskie
| Miejsce | Dzień     | Rok  | Miejscowość     | Konkurencja     | Czas biegu | Strata | Zwycięzca          |
| ------- | --------- | ---- | --------------- | --------------- | ---------- | ------ | ------------------ |
| 10.     | 14 lutego | 2006 | Sestriere       | Kombinacja      | 3:12,32    | +2,97  | Ted Ligety         |
| DNS2    | 20 lutego | 2006 | Sestriere       | Gigant          | 2:35,00    | —      | Benjamin Raich     |
| 31.     | 15 lutego | 2010 | Whistler        | Zjazd           | 1:56,69    | +2,38  | Didier Défago      |
| 12.     | 19 lutego | 2010 | Whistler        | Supergigant     | 1:31,21    | +0,87  | Aksel Lund Svindal |
| 9.      | 21 lutego | 2010 | Whistler        | Superkombinacja | 2:46,50    | +1,58  | Bode Miller        |
| 2.      | 23 lutego | 2010 | Whistler        | Gigant          | 2:38,22    | +0,39  | Carlo Janka        |
| 17.     | 27 lutego | 2010 | Whistler        | Slalom          | 1:41,57    | +2,25  | Giuliano Razzoli   |
| 3.      | 9 lutego  | 2014 | Krasnaja Polana | Zjazd           | 2:06,23    | +0,10  | Matthias Mayer     |
| 4.      | 14 lutego | 2014 | Krasnaja Polana | Superkombinacja | 2:45,20    | +1,06  | Sandro Viletta     |
| 1.      | 16 lutego | 2014 | Krasnaja Polana | Supergigant     | 1:18,14    | —      | —                  |
| DNF2    | 19 lutego | 2014 | Krasnaja Polana | Gigant          | 2:45,29    | —      | Ted Ligety         |
| 7.      | 13 lutego | 2018 | Jeongseon       | Superkombinacja | 2:06,52    | +2,15  | Marcel Hirscher    |
| 2.      | 15 lutego | 2018 | Jeongseon       | Zjazd           | 1:40,25    | +0,12  | Aksel Lund Svindal |
| 3.      | 16 lutego | 2018 | Jeongseon       | Supergigant     | 1:24,44    | +0,18  | Matthias Mayer     |
| DNF1    | 18 lutego | 2018 | Jeongseon       | Gigant          | 2:18,04    | -      | Marcel Hirscher    |
| DNS     | 7 lutego  | 2022 | Pekin           | Zjazd           | 1:42,69    | -      | Beat Feuz          |
| 23.     | 8 lutego  | 2022 | Pekin           | Supergigant     | 1:19,94    | +3,06  | Matthias Mayer     |

### Mistrzostwa świata
| Miejsce | Dzień     | Rok  | Miejscowość       | Konkurencja     | Czas biegu | Strata | Zwycięzca            |
| ------- | --------- | ---- | ----------------- | --------------- | ---------- | ------ | -------------------- |
| DNF1    | 12 lutego | 2005 | Bormio            | Slalom          | 1:41,34    | -      | Benjamin Raich       |
| DNF1    | 4 lutego  | 2009 | Val d’Isère       | Supergigant     | 1:41,34    | -      | Didier Cuche         |
| 9.      | 9 lutego  | 2009 | Val d’Isère       | Superkombinacja | 2:23,00    | +2,30  | Aksel Lund Svindal   |
| DNF1    | 13 lutego | 2009 | Val d’Isère       | Gigant          | 2:18,82    | -      | Carlo Janka          |
| DNF1    | 15 lutego | 2009 | Val d’Isère       | Slalom          | 1:44,17    | -      | Manfred Pranger      |
| DNF1    | 9 lutego  | 2011 | Ga-Pa             | Supergigant     | 1:38,31    | -      | Christof Innerhofer  |
| 10.     | 14 lutego | 2011 | Ga-Pa             | Superkombinacja | 2:54,51    | +3,91  | Aksel Lund Svindal   |
| 5.      | 18 lutego | 2011 | Ga-Pa             | Gigant          | 2:10,56    | +0,73  | Ted Ligety           |
| DNF1    | 20 lutego | 2011 | Ga-Pa             | Slalom          | 1:41,72    | -      | Jean-Baptiste Grange |
| DNF1    | 6 lutego  | 2013 | Schladming        | Supergigant     | 1:23,96    | -      | Ted Ligety           |
| 4.      | 5 lutego  | 2015 | Vail/Beaver Creek | Supergigant     | 1:15,68    | +0,27  | Hannes Reichelt      |
| 15.     | 7 lutego  | 2015 | Vail/Beaver Creek | Zjazd           | 1:43,18    | +0,99  | Patrick Küng         |
| 2.      | 8 lutego  | 2015 | Vail/Beaver Creek | Superkombinacja | 2:36,10    | +0,19  | Marcel Hirscher      |
| 2.      | 9 lutego  | 2017 | Sankt Moritz      | Supergigant     | 1:25,38    | +0,45  | Erik Guay            |
| 4.      | 12 lutego | 2017 | Sankt Moritz      | Zjazd           | 1:38,91    | +0,39  | Beat Feuz            |
| DNS2    | 13 lutego | 2017 | Sankt Moritz      | Superkombinacja | 2:26,33    | -      | Luca Aerni           |
| 22.     | 6 lutego  | 2019 | Åre               | Supergigant     | 1:24,20    | +1,18  | Dominik Paris        |
| 1.      | 9 lutego  | 2019 | Åre               | Zjazd           | 1:19,98    | -      | -                    |
| 12.     | 11 lutego | 2021 | Cortina d’Ampezzo | Supergigant     | 1:19,41    | +1,04  | Vincent Kriechmayr   |
| 8.      | 14 lutego | 2021 | Cortina d’Ampezzo | Zjazd           | 1:37,79    | +1,02  | Vincent Kriechmayr   |
| DNS2    | 15 lutego | 2021 | Cortina d’Ampezzo | Superkombinacja | 2:05,86    | -      | Marco Schwarz        |

### Mistrzostwa świata juniorów
| Miejsce | Dzień     | Rok  | Miejscowość  | Konkurencja | Czas biegu  | Strata    | Zwycięzca                      |
| ------- | --------- | ---- | ------------ | ----------- | ----------- | --------- | ------------------------------ |
| 43.     | 27 lutego | 2002 | Tarvisio     | Zjazd       | 1:26,85 min | +3,30 s   | Adam Cole                      |
| DNF1    | 28 lutego | 2002 | Tarvisio     | Supergigant | 1:25,02 min | -         | Peter Fill                     |
| 25.     | 2 marca   | 2002 | Tarvisio     | Slalom      | 1:30,46 min | +4,37 s   | Steven Nyman                   |
| 19.     | 3 marca   | 2002 | Tarvisio     | Kombinacja  | 11,77 pkt   | ?         | Aksel Lund Svindal             |
| 32.     | 4 marca   | 2003 | Briançonnais | Zjazd       | 1:09,49 min | +1,93 s   | Daniel Albrecht                |
| 8.      | 7 marca   | 2003 | Briançonnais | Gigant      | 2:02,72 min | +0,92 s   | Daniel Albrecht Mario Scheiber |
| 12.     | 8 marca   | 2003 | Briançonnais | Slalom      | 1:33,74 min | +4,08 s   | Marc Berthod                   |
| 4.      | 8 marca   | 2003 | Briançonnais | Kombinacja  | 2,01 pkt    | +66,74    | Daniel Albrecht                |
| 57.     | 10 lutego | 2004 | Maribor      | Zjazd       | 1:09,61 min | +2,98 s   | Romed Baumann                  |
| 13.     | 12 lutego | 2004 | Maribor      | Supergigant | 1:17,49 min | +1,73 s   | Hans Olsson                    |
| 2.      | 13 lutego | 2004 | Maribor      | Gigant      | 2:17,40 min | +0,89 s   | Jeffrey Harrison               |
| DNF1    | 14 lutego | 2004 | Maribor      | Slalom      | 1:33,33 min | -         | Raphael Fässler                |
| 12.     | 23 lutego | 2005 | Bardonecchia | Zjazd       | 1:25,58 min | +1,56 s   | Rok Perko                      |
| 4.      | 24 lutego | 2005 | Bardonecchia | Slalom      | 1:24,10 min | +0,98 s   | Filip Trejbal                  |
| 5.      | 25 lutego | 2005 | Bardonecchia | Supergigant | 1:25,20 min | +0,15 s   | Michael Gmeiner                |
| 9.      | 27 lutego | 2005 | Bardonecchia | Gigant      | 2:10,28 min | +1,22 s   | Michael Gmeiner                |
| 2.      | 27 lutego | 2005 | Bardonecchia | Kombinacja  | 37,53 pkt   | +1,67 pkt | Tim Jitloff                    |

### Puchar Świata

#### Miejsca w klasyfikacji generalnej
- sezon 2003/2004: 140.
- sezon 2004/2005: 98.
- sezon 2005/2006: 43.
- sezon 2007/2008: 111.
- sezon 2008/2009: 34.
- sezon 2009/2010: 17.
- sezon 2010/2011: 13.
- sezon 2011/2012: 8.
- sezon 2012/2013: 13.
- sezon 2013/2014: 6.
- sezon 2014/2015: 2.
- sezon 2015/2016: 4.
- sezon 2016/2017: 2.
- sezon 2017/2018: 4.
- sezon 2018/2019: 13.
- sezon 2019/2020: 8.
- sezon 2020/2021: 31.
- sezon 2021/2022: 110.

#### Zwycięstwa w zawodach
1. Kvitfjell – 4 marca 2012 (supergigant)
2. Kvitfjell – 28 lutego 2014 (zjazd)[1]
3. Kvitfjell – 2 marca 2014 (supergigant)
4. Lake Louise – 29 listopada 2014 (zjazd)
5. Lake Louise – 30 listopada 2014 (supergigant)
6. Beaver Creek – 5 grudnia 2014 (zjazd)
7. Val Gardena – 20 grudnia 2014 (supergigant)
8. Kitzbühel – 24 stycznia 2015 (zjazd)
9. Alta Badia – 21 grudnia 2015 (gigant równoległy)
10. Wengen – 15 stycznia 2016 (superkombinacja)
11. Jeongseon – 6 lutego 2016 (zjazd)
12. Kvitfjell – 13 marca 2016 (supergigant)
13. Val d’Isère – 2 grudnia 2016 (supergigant)
14. Val d’Isère – 3 grudnia 2016 (zjazd)
15. Val Gardena – 16 grudnia 2016 (supergigant)
16. Santa Caterina – 27 grudnia 2016 (supergigant)
17. Kvitfjell – 25 lutego 2017 (zjazd)
18. Lake Louise – 26 listopada 2017 (supergigant)
19. Kvitfjell – 11 marca 2018 (supergigant)
20. Lake Louise – 25 listopada 2018 (supergigant)
21. Kitzbühel – 24 stycznia 2020 (supergigant)

#### Miejsca na podium w zawodach
1. Adelboden – 10 stycznia 2009 (gigant) – 3. miejsce
2. Kranjska Gora – 29 stycznia 2010 (gigant) – 3. miejsce
3. Kranjska Gora – 30 stycznia 2010 (gigant) – 2. miejsce
4. Beaver Creek – 5 grudnia 2010 (gigant) – 2. miejsce
5. Hinterstoder – 6 lutego 2011 (gigant) – 2. miejsce
6. Beaver Creek – 6 grudnia 2011 (gigant) – 3. miejsce
7. Val Gardena – 16 grudnia 2011 (supergigant) – 3. miejsce
8. Kvitfjell – 2 marca 2012 (supergigant) – 3. miejsce
9. Kvitfjell – 3 marca 2012 (zjazd - 2. miejsce
10. Beaver Creek – 30 listopada 2012 (zjazd) – 3. miejsce
11. Val Gardena – 21 grudnia 2013 (zjazd) – 2. miejsce
12. Beaver Creek – 6 grudnia 2014 (supergigant) – 2. miejsce
13. Val Gardena – 19 grudnia 2014 (zjazd) – 2. miejsce
14. Saalbach – 22 lutego 2015 (supergigant) – 3. miejsce
15. Beaver Creek – 4 grudnia 2015 (zjazd) – 2. miejsce
16. Val Gardena – 18 grudnia 2015 (supergigant) – 2. miejsce
17. Val Gardena – 19 grudnia 2015 (zjazd) – 3. miejsce
18. St. Moritz – 17 marca 2016 (supergigant) – 3. miejsce
19. Alta Badia – 19 grudnia 2016 (gigant równoległy) – 3. miejsce
20. Garmisch-Partenkirchen – 27 stycznia 2017 (zjazd) – 2. miejsce
21. Kvitfjell – 24 lutego 2017 (zjazd) – 3. miejsce
22. Beaver Creek – 1 grudnia 2017 (supergigant) – 2. miejsce
23. Val Gardena – 16 grudnia 2017 (zjazd) – 2. miejsce
24. Bormio – 28 grudnia 2017 (zjazd) – 3. miejsce
25. Bormio – 29 grudnia 2017 (superkombinacja) – 3. miejsce
26. Kitzbühel – 19 stycznia 2018 (supergigant) – 2. miejsce
27. Val Gardena – 14 grudnia 2018 (supergigant) – 3. miejsce
28. Kvitfjell – 3 marca 2019 (supergigant) – 2. miejsce
29. Soldeu – 13 marca 2019 (zjazd) – 2. miejsce
30. Val Gardena – 20 grudnia 2019 (supergigant) – 2. miejsce
31. Val Gardena – 18 grudnia 2020 (supergigant) – 3. miejsce

- W sumie (21 zwycięstw, 17 drugich i 14 trzecich miejsc).